# Quận Malheur, Oregon
Quận Malheur là một quận nằm trong gốc đông nam của tiểu bang Oregon. Quận này được đặt tên theo Sông Malheur chảy qua nó. Đến năm 2000, dân số của quận là 31.615.  Quận lỵ của nó là Vale.6 Ontario là thành phố lớn nhất của quận.

## Lịch sử
Quận Malheur được thành lập ngày 17 tháng 2, 1887 từ phần phía nam của Quận Baker. Ban đầu nó được các thợ mỏ và chăn nuôi gia cầm định cư vào đầu thập niên 1860. Việc khám phá ra vàng vào năm 1863 đã thu hút thêm sự phát triển, bao gồm các khu định cư và nông trại. Người Basque định cư trong vùng này vào thập niên 1890 và chính yếu là chăn nuôi cừu.

## Địa lý
Theo Cục điều tra dân số Hoa Kỳ, quận có tổng diện tích là 9.930 dặm vuông (25.719 km²) trong đó đất chiếm khoảng 9.887 dặm vuông (25.607 km²) và nước chiếm 43 dặm vuông (111 km²) hay 0,43%.

### Các quận giáp ranh
- Quận Harney, Oregon - (tây)
- Quận Grant, Oregon  - (tây bắc)
- Quận Baker, Oregon - (bắc)
- Quận Washington, Idaho - (đông bắc)
- Quận Payette, Idaho - (đông)
- Quận Canyon, Idaho - (đông)
- Quận Owyhee, Idaho - (đông)
- Quận Humboldt, Nevada - (nam)

## Các cộng đồng

### Các thành phố hợp nhất
- Adrian
- Jordan Valley
- Nyssa
- Ontario
- Vale

### Các cộng đồng chưa hợp nhấtvà nhữngnơi ấn định cho thống kê
- Arock
- Brogan
- Danner (một thị trấn vắng người)
- Juntura
- McDermitt, Nevada-Oregon
- Rome